# غراهام مكنيل
غراهام مكنيل (بالإنجليزية: Graham McNeill)‏ هو كاتب بريطاني، ولد في 1971 في غلاسكو في المملكة المتحدة.

## وصلات خارجية
- الموقع الرسمي